# 2-tert-Butylpyridin
2-tert-Butylpyridin ist eine organische Verbindung, die zu den Heterocyclen (genauer: Heteroaromaten) zählt. Es besteht aus einem Pyridinring, der in 2-Position einen tert-Butylrest trägt.

## Darstellung
Die Verbindung kann aus Pyridin durch radikalische Substitution in einer Minisci-Reaktion hergestellt werden. Hierzu wird Pyridin mit Pivalinsäure, Silbernitrat und Ammoniumperoxodisulfat in schwefelsaurer Lösung zur Reaktion gebracht. Aus Pivalinsäure wird hierbei ein tert-Butylradikal generiert, welches dann mit dem Pyridinring in hoher Selektivität in 2-Position reagiert. Das Produkt wird mit einer exzellenten Ausbeute von 97 % erhalten.